# Gradolski potok
Grdadolski potok je potok, ki svoje vode nabira v hribovju vzhodno od Ljubljane in se vzhodno od vasi Podgrad kot desni pritok izliva v reko Savo. 